# Ixora batesii
Espèce
Synonymes
- Ixora batesii Wernham (préféré par NCBI)[2]
- Ixora batesii[2]

Ixora batesii Wernham est une plante de la famille des Rubiaceae, du genre Ixora.

## Étymologie
Son épithète spécifique batesii rend hommage au naturaliste américain George Latimer Bates, actif au Cameroun au début du XXe siècle.

## Description
C’est une plante à fleur, du groupe des dicotylédones. Elle est native du Cameroun,.